# Ryōta Abe
Ryōta Abe (japanisch 阿部 稜汰 Abe Ryōta; * 7. Juli 2001 in der Präfektur Miyazaki) ist ein japanischer Fußballspieler.

## Karriere
Ryōta Abe erlernte das Fußballspielen in der Schulmannschaft der Nissho Gakuen High School sowie in der Universitätsmannschaft der Meiji-Universität. Seinen ersten Vertrag unterschrieb er am 1. Februar 2024 beim FC Imabari. Der Verein aus Imabari spielte in der dritten Liga, der J3 League. Am Ende der Saison 2024 wurde er mit Imabari Vizemeister der dritten Liga und stieg somit in die zweite Liga auf.

## Erfolge
FC Imabari
- Japanischer Drittligavizemeister: 2024  ▲